# Daniel Lovitz
Daniel Lovitz (Wyndmoor, 27 agosto 1991) è un calciatore statunitense, difensore del Nashville.

## Carriera

### Gli anni in Canada
Comincia a giocare fin da bambino per i Lower Merion. Arrivato al college, gioca per 4 anni all'Elon University,con 80 presenze, 9 gol e 16 assists. Le sue ottime prestazioni gli valgono il titolo di calciatore dell'anno, portando la sua università a giocarsi nel farsi finali del torneo universitario. Mentre è ancora al college, Lovitz gioca anche alcuni match di PDL con il Carolina Dynamo per 2 anni.
Il 16 gennaio 2014 viene scelto al draft come 24ª scelta e per un certo periodo viene girato in prestito al Wilmington Hammerheads ed alla squadra riserve di Toronto.In totale ha giocato 41 partite in Major League Soccer di cui 13 da titolare, segnando 3 assist. Nel 2016 ha giocato 5 delle 6 partite del Canadian Championship da titolare, conquistando il trofeo nella finale contro i Vancouver Whitecaps.
Il 28 febbraio 2017 firma con la compagine nerazzurra canadese un contratto fino al 12 dicembre 2017. Il 18 agosto 2018 realizza la prima rete con la maglia dei canadesi risultando decisivo: da un calcio d'angolo, impatta il pallone al volo realizzando la rete del definitivo 2-1 al 91º minuto contro i Chicago Fire.

### Nashville
Il 19 novembre 2019 viene scelto dalla lista dell'Expansion Draft dalla nuova società Nashville. Il 1º marzo 2020 viene schierato titolare nella prima partita di Hashville in MLS, giocando tutti i 90 minuti contro l'Atlanta United (1-2). La settimana seguente è nuovamente schierato titolare contro il Portland Timbers, venendo impiegato per tutta la partita come terzino destro.

## Statistiche
Statistiche aggiornate al 28 ottobre 2020.
| Stagione               | Squadra                | Campionato             | Campionato | Campionato | Coppe nazionali | Coppe nazionali | Coppe nazionali | Coppe continentali | Coppe continentali | Coppe continentali | Altre coppe | Altre coppe | Altre coppe | Totale | Totale |
| Stagione               | Squadra                | Comp                   | Pres       | Reti       | Comp            | Pres            | Reti            | Comp               | Pres               | Reti               | Comp        | Pres        | Reti        | Pres   | Reti   |
| ---------------------- | ---------------------- | ---------------------- | ---------- | ---------- | --------------- | --------------- | --------------- | ------------------ | ------------------ | ------------------ | ----------- | ----------- | ----------- | ------ | ------ |
| 2013                   | Carolina Dynamo        | USL PDL                | -          | -          | USOC            | 1               | 0               |                    | -                  | -                  |             | -           | -           | 1      | 0      |
| 2014                   | Wilmington Hammerheads | USL Pro                | 5          | 1          |                 | -               | -               |                    | -                  | -                  |             | -           | -           | 5      | 1      |
| 2014                   | Toronto FC             | MLS                    | 17         | 0          | CC              | 3               | 0               |                    | -                  | -                  |             | -           | -           | 20     | 0      |
| 2015                   | Toronto FC             | MLS                    | 11         | 0          | CC              | 1               | 0               |                    | -                  | -                  |             | -           | -           | 12     | 0      |
| 2016                   | Toronto FC II          | USL                    | 2          | 0          |                 | -               | -               |                    | -                  | -                  |             | -           | -           | 2      | 0      |
| 2016                   | Toronto FC             | MLS                    | 12         | 0          | CC              | 2               | 0               |                    | -                  | -                  |             | -           | -           | 14     | 0      |
| Totale Toronto FC      | Totale Toronto FC      | Totale Toronto FC      | 40         | 0          |                 | 6               | 0               |                    | -                  | -                  |             | -           | -           | 46     | 0      |
| 2017                   | Montréal Impact        | MLS                    | 25         | 0          | CC              | 3               | 0               |                    | -                  | -                  |             | -           | -           | 28     | 0      |
| 2018                   | Montréal Impact        | MLS                    | 31         | 1          | CC              | 2               | 0               |                    | -                  | -                  |             | -           | -           | 33     | 1      |
| 2019                   | Montréal Impact        | MLS                    | 28         | 0          | CC              | 2               | 0               |                    | -                  | -                  |             | -           | -           | 30     | 0      |
| Totale Montréal Impact | Totale Montréal Impact | Totale Montréal Impact | 84         | 1          |                 | 7               | 0               |                    | -                  | -                  |             | -           | -           | 91     | 1      |
| 2020                   | Nashville              | MLS                    | 24         | 1          |                 | -               | -               |                    | -                  | -                  |             | -           | -           | 24     | 1      |
| 2021                   | Nashville              | MLS                    | 29         | 0          |                 | -               | -               |                    | -                  | -                  |             | -           | -           | 29     | 0      |
| 2022                   | Nashville              | MLS                    | 32         | 1          | USOC            | 3               | 0               |                    | -                  | -                  |             | -           | -           | 35     | 1      |
| 2023                   | Nashville              | MLS                    | -          | -          | USOC            | -               | -               |                    | -                  | -                  | LC          | -           | -           | -      | -      |
| Totale Nashville       | Totale Nashville       | Totale Nashville       | 85         | 2          |                 | 3               | 0               |                    | -                  | -                  |             | -           | -           | 88     | 2      |
| Totale carriera        | Totale carriera        | Totale carriera        | 216        | 4          |                 | 17              | 0               |                    | -                  | -                  | -           | -           | -           | 233    | 4      |

### Cronologia presenze e reti in nazionale
| Cronologia completa delle presenze e delle reti in nazionale ― Stati Uniti | Cronologia completa delle presenze e delle reti in nazionale ― Stati Uniti | Cronologia completa delle presenze e delle reti in nazionale ― Stati Uniti | Cronologia completa delle presenze e delle reti in nazionale ― Stati Uniti | Cronologia completa delle presenze e delle reti in nazionale ― Stati Uniti | Cronologia completa delle presenze e delle reti in nazionale ― Stati Uniti | Cronologia completa delle presenze e delle reti in nazionale ― Stati Uniti | Cronologia completa delle presenze e delle reti in nazionale ― Stati Uniti |
| Data                                                                       | Città                                                                      | In casa                                                                    | Risultato                                                                  | Ospiti                                                                     | Competizione                                                               | Reti                                                                       | Note                                                                       |
| -------------------------------------------------------------------------- | -------------------------------------------------------------------------- | -------------------------------------------------------------------------- | -------------------------------------------------------------------------- | -------------------------------------------------------------------------- | -------------------------------------------------------------------------- | -------------------------------------------------------------------------- | -------------------------------------------------------------------------- |
| 28-1-2019                                                                  | Phoenix                                                                    | Stati Uniti                                                                | 3 – 0                                                                      | Panama                                                                     | Amichevole                                                                 | -                                                                          |                                                                            |
| 2-2-2019                                                                   | San José                                                                   | Stati Uniti                                                                | 2 – 0                                                                      | Costa Rica                                                                 | Amichevole                                                                 | -                                                                          |                                                                            |
| 27-3-2019                                                                  | Houston                                                                    | Stati Uniti                                                                | 1 – 1                                                                      | Cile                                                                       | Amichevole                                                                 | -                                                                          | 56’ 74’                                                                    |
| 6-6-2019                                                                   | Washington                                                                 | Stati Uniti                                                                | 0 – 1                                                                      | Giamaica                                                                   | Amichevole                                                                 | -                                                                          | 80’                                                                        |
| 9-6-2019                                                                   | Cincinnati                                                                 | Stati Uniti                                                                | 0 – 3                                                                      | Venezuela                                                                  | Amichevole                                                                 | -                                                                          | 78’                                                                        |
| 26-6-2019                                                                  | Kansas City                                                                | Panama                                                                     | 0 – 1                                                                      | Stati Uniti                                                                | Gold Cup 2019 - 1º turno                                                   | -                                                                          |                                                                            |
| 3-7-2019                                                                   | Nashville                                                                  | Giamaica                                                                   | 1 – 3                                                                      | Stati Uniti                                                                | Gold Cup 2019 - Semifinale                                                 | -                                                                          | 88’                                                                        |
| 7-7-2019                                                                   | Chicago                                                                    | Messico                                                                    | 1 – 0                                                                      | Stati Uniti                                                                | Gold Cup 2019 - Finale                                                     | -                                                                          | 83’                                                                        |
| 6-9-2019                                                                   | East Rutherford                                                            | Stati Uniti                                                                | 0 – 3                                                                      | Messico                                                                    | Amichevole                                                                 | -                                                                          | 68’                                                                        |
| 10-9-2019                                                                  | Saint Louis                                                                | Stati Uniti                                                                | 1 – 1                                                                      | Uruguay                                                                    | Amichevole                                                                 | -                                                                          | 70’                                                                        |
| 12-10-2019                                                                 | Washington                                                                 | Stati Uniti                                                                | 7 – 0                                                                      | Cuba                                                                       | CONCACAF Nations League 2019-2020 - 2º turno                               | -                                                                          |                                                                            |
| 16-10-2019                                                                 | Toronto                                                                    | Canada                                                                     | 2 – 0                                                                      | Stati Uniti                                                                | CONCACAF Nations League 2019-2020 - 2º turno                               | -                                                                          |                                                                            |
| 19-11-2019                                                                 | George Town                                                                | Cuba                                                                       | 0 – 4                                                                      | Stati Uniti                                                                | CONCACAF Nations League 2019-2020 - 2º turno                               | -                                                                          |                                                                            |
| Totale                                                                     |                                                                            | Presenze                                                                   | 13                                                                         |                                                                            | Reti                                                                       | 0                                                                          |                                                                            |

## Palmarès

### Competizioni nazionali
- Canadian Championship: 2

Toronto FC: 2016
Montréal Impact: 2019